# Сабурталінська лінія
Сабурталінська лінія (груз. საბურთალოს ხაზი) — друга лінія Тбіліського метрополітену.

## Опис
Лінія відкрита 15 вересня 1979 року пусковою ділянкою Садгуріс моєдані-2 — Делісі з 5 станцій.
Через відкриття 2 квітня 2000 року станції «Важа-Пшавела», що не має колій для обороту, рух поїздів на даному перегоні здійснювався тільки з другої головної колії, решта поїздів після обороту на станції «Делісі» прямували назад до «Садгуріс моєдані-2».
16 жовтня 2017 року відкрито станцію Сахелмціпо-Університеті.
Лінія обслуговується тривагонними потягами моделі 81-717/714.

## Галерея

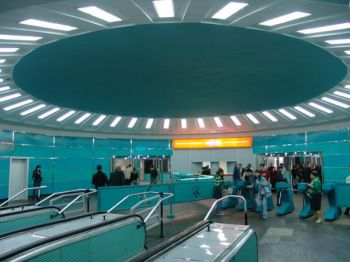
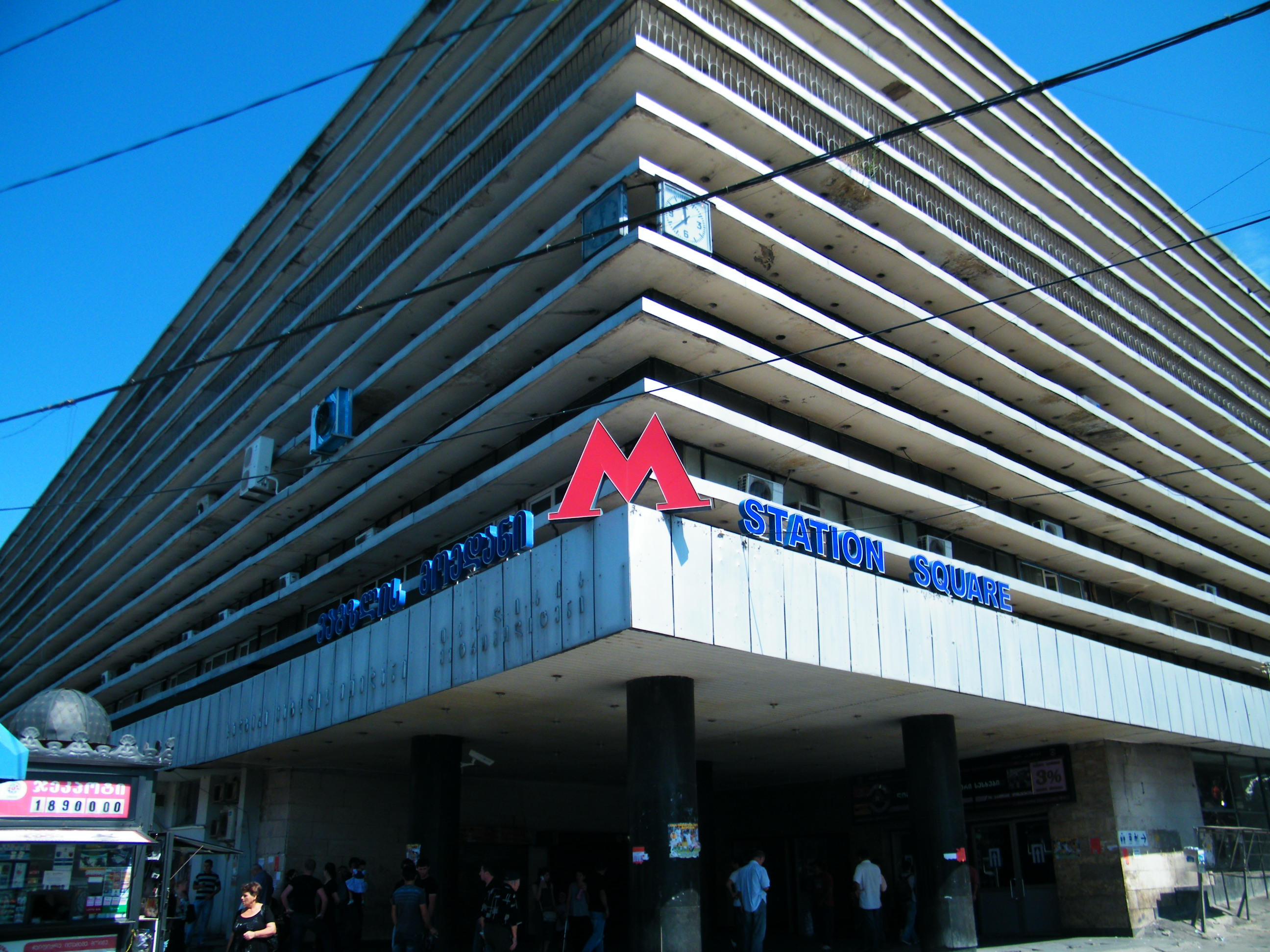
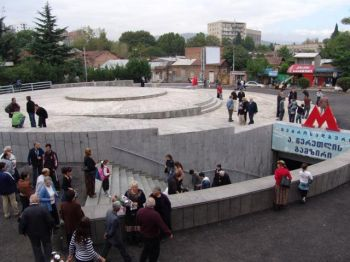